# Alacurt de l'Himàlaia
L'alacurt de l'Himàlaia (Brachypteryx cruralis) és una espècie d'ocell de la família dels muscicàpids (Muscicapidae). Es troba al sud-est asiàtic des de l'Himàlaia fins al sud de la Xina, el nord-oest de Tailàndia i el nord d'Indoxina. El seu hàbitat natural són els boscos tropicals i subtropicals de frondoses humits de l'estatge montà. El seu estat de conservació és de risc mínim.